# O du eselhafter Peierl
O du eselhafter Peierl (Oh asino d'un Peierl [dedicato al baritono Johann Nepomuk Peyerl]) in fa maggiore, K. 560a/559a, è un canone a quattro voci composto da Wolfgang Amadeus Mozart, che probabilmente ne scrisse anche il testo.

## Origine
Il canone venne composto tra il 1785 e il 1787. Il 2 settembre 1788 Mozart incluse il brano nel suo catalogo personale assieme ad altri nove canoni. Benché ognuno di essi abbia un testo serio (ossia religioso), il KV 560a fu concepito come scherzo goliardico, una sorta di burla scatologica ai danni dell'amico baritono Johann Nepomuk Peyerl (1761–1800). Il canone comincia con queste parole:
«O, du eselhafter Peierl
O, du peierlischer Esel»
(«Oh asinesco d'un Peierl; oh Peierlesco asino»). Più avanti, il testo recita «O leck mich doch geschwind im Arsch» ("Oh leccami il culo, svelto"), una delle espressioni predilette da Mozart nelle sue opere scatologiche.
In origine, O du eselhafter Peierl andava cantato subito dopo un altro canone mozartiano, Difficile lectu.
In occasione del Festival Mozart di Torino (2014), in uno dei video introduttivi della manifestazione, il canone è stato eseguito da un coro di bambini con un testo in italiano che naturalmente nulla aveva che vedere con quello originale e presentava il festival enumerandone le composizioni in programma.

## Versione riveduta
Mozart trasportò successivamente O du eselhafter Peierl nella tonalità di sol maggiore, sostituendo il nome di Peierl con quelli di altre due persone, Martin e Jakob e apportando alcune piccole modifiche al testo e alla musica.
Secondo Link (2007), "Martin" era il compositore Vicente Martín y Soler. Lo studioso mozartiano Alfred Einstein suggerisce un'altra ipotesi, affermando che Mozart volesse riferirsi a Philipp Jakob Martin, impresario dei concerti di Mozart che si tennero nei palazzi di Mehlgrube e di Augarten. Nel testo riveduto "Nepomuk" (vedi oltre) è sostituito da "Lipperl", un diminutivo tedesco di "Philipp".

## Autografi
L'autografo della partitura originale è giunto fino a noi: si tratta di un foglietto che sul retro presenta un altro manoscritto originale, quello del canone KV 559 (per maggiori dettagli, vedi "Difficile lectu").
Anche la versione in sol maggiore è sopravvissuta ed è conservata attualmente al Mozarteum di Salisburgo.

## Critica
Il canone è forse uno dei canoni comici mozartiani meno eseguiti; il testo viene spesso censurato e sostituito con altri.
Secondo Zaslaw e Cowdury (1990), che esprimono ammirazione per l'opera, essa "si avvale brillantemente della tecnica dell'hoquetus" e "possiede una sorta di meccanismo ad orologeria che prevede un'abile interazione delle voci, come in un'opera buffa ben eseguita."

## Testo
| O du eselhafter Peierl! o du peierlischer Esel! du bist so faul als wie ein Gaul, der weder Kopf noch Haxen hat. Mit dir ist gar nichts anzufangen; ich seh dich noch am Galgen hangen. Du dummer Gaul, du bist so faul, du dummer Peierl bist so faul als wie ein Gaul. O lieber Freund, ich bitte dich, o leck mich doch geschwind im Arsch! Ach, lieber Freund, verzeihe mir, den Arsch, den Arsch petschier ich dir Peierl! Nepomuk! Peierl! verzeihe mir![1] | Oh asino d'un Peierl! Oh Peierlesco asino! Sei pigro come un cavallo senza muso né garretti. Con te non c'è rimedio; ti vedo già penzolar dalla forca. Stupido cavallo, sei un pigrone, stupido Peierl, sei pigro come un cavallo. Oh caro amico, ti prego oh leccami[6] il culo, svelto! Ah, caro amico, perdonami, però ti sigillo il culo. Peierl! Nepomuk! Perdonami! |
| O du eselhafter Martin! o du Martinischer Esel! du bist so faul als wie ein Gaul, der weder Kopf noch Haxen hat. Mit dir ist gar nichts anzufangen; ich seh dich noch am Galgen hangen. Du dummer Paul, halt du nurs Maul, Ich scheiß dir aufs Maul, so hoff' ich wirst doch erwachen. O lieber Lipperl, ich bitte dich recht schön, o leck mich doch geschwind im Arsch! O, lieber Freund, verzeihe mir, den Arsch, den Arsch petschier ich dir. Lipperl! Lipperl! verzeihe mir![1] | Oh asinesco d'un Martin! Oh Martinesco asino! Sei pigro come un cavallo senza muso né garretti. Con te non c'è rimedio; ti vedo già penzolar dalla forca. Stupido Paul, chiudi la ciabatta, ti caco in bocca[7], così magari ti sveglierai, Oh caro Lipperl, te lo chiedo gentilmente, baciami il culo, svelto!! Oh caro amico, perdonami, però ti sigillo il culo. Lipperl! Lipperl! Perdonami! |